# نادي المقاولون العرب موسم 1979–80
موسم 1979–1980 هو الموسم الـ 2 لفريق المقاولون العرب في الدوري المصري الممتاز والموسم الـ 2 على التوالي في الدوري الممتاز. وشارك الفريق في الدوري المصري الممتاز ، ولكنه لم يشارك في بطولة كأس مصر ؛ لعدم إقامتها بسبب تأخر نهاية الدوري.

## الترتيب
| الترتيب | النادي          | ل  | ف  | ت  | خ  | له | عليه | ±  | ن  |
| ------- | --------------- | -- | -- | -- | -- | -- | ---- | -- | -- |
| 4       | الأوليمبي       | 30 | 10 | 13 | 7  | 24 | 19   | 5  | 33 |
| 5       | غزل المحلة      | 30 | 11 | 11 | 8  | 27 | 25   | 2  | 33 |
| 6       | المقاولون العرب | 30 | 12 | 7  | 11 | 32 | 25   | 7  | 31 |
| 7       | الكروم          | 30 | 9  | 13 | 8  | 21 | 23   | -2 | 31 |
| 8       | المنصورة        | 30 | 11 | 8  | 11 | 25 | 22   | 3  | 30 |